# The Papercut Chronicles
Albums de Gym Class Heroes
...For the Kids
(2001) As Cruel as School Children
(2006)
Singles
1. Taxi Driver
Sortie : 2004
2. Papercuts
Sortie : 2005
3. Cupid's Chokehold
Sortie : 2005

The Papercut Chronicles est le premier album studio des Gym Class Heroes, sorti le 22 février 2005.

## Historique
C'est en enregistrant l'EP de cet album que Patrick Stump, leader de Fall Out Boy, entend parler d’eux et de leur titre Taxi Driver, ainsi que de la performance de Travie McCoy qui remporte, à cette époque, la Direct Effect MC Battle, sponsorisée par MTV.
Après une invitation en bonne et due forme ainsi que quelques rencontres, le groupe chez Decaydance, à l'époque tout jeune sous-label de Fueled by Ramen, dirigé par Patrick Stump. The Papercut EP sort le 29 octobre 2004 et dans la foulée Disashi Lumumba-Kasongo remplace Bonacci à la guitare.
L'EP connaît un succès non négligeable et il donne naissance, quelques mois plus tard, à l’album The Papercut Chronicles. 

## Contenu
Dans le morceau Taxi Driver, les Gym Class Heroes fabriquent une histoire à partir de noms de groupes de la scène emo. Les groupes cités sont les suivants : Death Cab for Cutie, Dashboard Confessional, Cursive, Bright Eyes, Sunny Day Real Estate, My Chemical Romance, Hey Mercedes, Coheed and Cambria, Fall Out Boy, Boy Meets Girl, Jimmy Eat World, Thrice, Brand New, The Postal Service, Planes Mistaken For Stars, At the Drive-In, ...And You Will Know Us by the Trail of Dead, Midtown, The Get Up Kids, Scraps & Heart Attacks, The Early November, Thursday, Taking Back Sunday, Jets to Brazil, Story of the Year, Hot Water Music.
Leur label, Fueled by Ramen, est également cité dans la dernière phrase.
Sur Kid Nothing vs. The Echo Factor, Travie McCoy commente l'ensemble du rap, en tant que rappeur lui-même.
Eric Robert fait son apparition au poste de bassiste aux dépens de Geise.

## Réception
L'opus connaît un grand succès, se hissant rapidement aux sommets des charts de nombreux pays, notamment grâce au single Cupid's Chokehold, reprise arrangée du tube Breakfast in America de Supertramp sur lequel Patrick Stump pose sa voix. 

## Liste des titres
Tous les titres sont produits par Doug White, sauf mention contraire.
| No  | Titre                                                    | Contient un (des) sample(s) de            | Durée |
| --- | -------------------------------------------------------- | ----------------------------------------- | ----- |
| 1.  | Za Intro (Produit par Sie One)                           |                                           | 1:40  |
| 2.  | Papercuts                                                |                                           | 3:26  |
| 3.  | Petrified Life and the Twice Told Joke (Decrepit Bricks) | La Lettre à Élise de Ludwig van Beethoven | 4:53  |
| 4.  | Make Out Club                                            |                                           | 4:43  |
| 5.  | Taxi Driver                                              |                                           | 1:59  |
| 6.  | So Long Friend                                           |                                           | 1:14  |
| 7.  | Everyday's Forecast                                      |                                           | 4:21  |
| 8.  | Pillmattic (Produit par Sie One)                         |                                           | 3:11  |
| 9.  | Simple Livin'                                            |                                           | 3:06  |
| 10. | Cupids Chokehold (featuring Patrick Stump)               | Breakfast in America de Supertramp        | 4:03  |
| 11. | Faces in the Hall                                        |                                           | 4:13  |
| 12. | Graduation Day (Produit par Sie One)                     |                                           | 1:44  |
| 13. | Apollo 3-1-5                                             |                                           | 2:29  |
| 14. | Wejustfreestylin' Pt 2                                   |                                           | 1:12  |
| 15. | To Bob Ross with Love                                    |                                           | 2:38  |
| 16. | Papercuts (The Reason for the Lesions Remix)             |                                           | 3:46  |
| 17. | Kid Nothing vs. The Echo Factor                          |                                           | 4:01  |
| 18. | Band Aids (Produit par Sie One)                          |                                           | 4:58  |

| 19. | Boomerang Theory | 3:41 |

## Personnel
- Travie McCoy : chanteur/rappeur
- Disashi Lumumba-Kasongo : guitare
- Matt McGinley : batterie
- Ryan Geise : basse
- Doug White : ingénieur du son
- Matt Green : mixeur
- Adam English : piano
- Rand Bellavia : voix Supplémentaire
- Milo Bonacci : guitares
- Gary Ventura : photographie
- Evan Leake : CD Layout/Design